# Nguyễn Hữu Thiết
Nguyễn Hữu Thiết (1927-2002) là một nhạc sĩ kiêm ca sĩ của nền tân nhạc Việt Nam trong thế kỷ 20. Ông cùng với vợ là ca sĩ Ngọc Cẩm tạo thành một cặp song ca một thời tỏa sáng bằng tài năng nghệ thuật và được ngưỡng mộ bởi lòng chung thủy trong tình yêu.

## Sáng tác
Danh sách này không đầy đủ, bạn cũng có thể giúp mở rộng danh sách.
- Ai đi ngoài sương gió (1961)
- Ai biết cho tôi
- Anh đi chiều thu ấy (1961)
- Anh về mùa thu này (1961)
- Anh nhớ về thăm mẹ (2002)
- Anh từ đâu đến (1966)
- Anh ơi về đường này (Minh Duy - Nguyễn Hữu Thiết)
- Bài ca cho người yêu nhỏ
- Chỉ có tình yêu
- Cánh hoa pensée (1965)
- Cánh hoa xuân (1963)
- Chàng là ai? (1963)
- Chiều mơ (1962)
- Còn đâu Huế đẹp và thơ (1968)
- Còn gì đâu em (1964)
- Điệp khúc ưu tư
- Đêm mưa biên giới
- Đêm xuân đợi chàng (1964)
- Đời chỉ còn tình yêu
- Đợi anh (1960)
- Đôi ngả (1961)
- Đôi bước chân khuya (1968)
- Đường đời (1958)
- Giọt mưa chiều hay nước mắt em (1970)
- Gửi người tôi yêu
- Gửi trọn tình em (1965)
- Hò lên dốc
- Hòa bình ở đâu
- Hoa nhớ thương ai (1963)
- Kỷ niệm xa rồi (1962)
- Khúc hát tiễn đưa
- Màu áo thiên thanh (1961)
- Một bài ca (1961)
- Mưa chiều nhớ nhau (1964)
- Nàng là ai (1963)
- Nàng xuân của tôi (1962)
- Người đã đi rồi (1962)
- Nhạc khúc trường giang (1958)
- Nước mắt mẹ tôi (1966)
- Lời nguyền cho một tình yêu (1970)
- Sài Gòn Hà Nội quê hương ta
- Tôi đi giữa lòng phố nhỏ
- Thuyền em xuôi ngược (1957)
- Thư về biên khu (1963)
- Tiếng hát đôi tim (1966)
- Tiếng hát em tôi (1960)
- Tiếng hát trên đồi (1956)
- Tiếng hát trên ngàn (với Văn Lương) (1957)
- Tiếng hò mùa gặt
- Tiếng nói tim tôi
- Tìm mãi thương yêu (1963)
- Tình hoa bướm (1965)
- Tình đời (1958) (Minh Mỹ - Nguyễn Hữu Thiết)
- Tình ca mùa lúa
- Tình em đã chết
- Tình người còn đó (1963)
- Tình trao xuân nữ (1970)
- Tình xuân cho quê hương (1973)
- Tơ tình (1961)
- Trăng đẹp tình quê
- Trọn một lời thề
- Vương vấn (1959)
- Xuân xanh (1957)
- Yêu nhau đi (1970)

## Băng, đĩa đã xuất bản
- Băng nhạc đặc biệt 1: "Tiếng hát quê hương hoà bình"
- Băng nhạc đặc biệt 2: "18 tình khúc quê hương yêu dấu"
- Băng nhạc đặc biệt 3: "Tiếng hát quê hương hoà bình" (1973)
- Băng nhạc đặc biệt 4: "Quê hương, hoà bình và tình yêu"
- CD "Tìm mãi thương yêu" (2006)[2]